# Roger Duhamel
Roger Duhamel (16 avril 1916 à Hamilton, Ontario - 12 août 1985  à Montréal, Québec) est un écrivain canadien (journaliste, essayiste…) et professeur, à formation d'avocat, qui fut aussi Imprimeur de la Reine (1960-1969) du gouvernement canadien, puis ambassadeur du Canada au Portugal (1972-1977).

## Biographie
Il est avocat, journaliste et professeur écrivain canadien, Imprimeur de la Reine (1960-1969)… puis ambassadeur du Canada au Portugal (1972-1977).
Sa sépulture est située dans le Cimetière Notre-Dame-des-Neiges, à Montréal. Le fonds d’archives Roger Duhamel est conservé au centre d’archives de Montréal de Bibliothèque et Archives nationales du Québec.

## Ouvrages publiés
- Légendes laurentiennes, 1943
- Un Manuel d'histoire unique, 1944
- Les Cinq grands, 1947
- Littérature, 1948
- Les Moralistes français, 1948
- Veilloches, 1956
- Bilan provisoire, 1958
- Lettres à une provinciale, 1962
- Aux sources du romantisme français, 1964
- Lecture de Montaigne, 1965
- Manuel de littérature canadienne-française, 1967
- L'air du temps, 1968
- Le roman des Bonaparte, 1969
- Romanciers canadiens, 1972
- Histoires galantes des reines de France, 1978
- L'internationale des rois, 1979
- Témoins de leur temps : Châteaubriand, Barrès, Brasillach, 1980

## Revues et journaux
- Le Canada
- Le Devoir
- La Patrie
- Montréal-Matin
- L'Action universitaire
- Notre temps
- L'Action nationale
- Le Droit

## Honneurs
- Membre de l'Académie canadienne-française (1949)
- Membre de la Société royale du Canada (1959)
- Prix Ludger-Duvernay (1962)